# دیوید گراس
دیوید جاناتان گراس (به انگلیسی: David Jonathan Gross) ‏(۱۹ فوریه ۱۹۴۱ در واشینگتن) فیزیک‌دان آمریکایی در زمینه‌های فیزیک ذره‌ای و نظریه ریسمان است. او در سال ۲۰۰۴ به همراه دیوید پولیتزر و فرانک ویلچک، جایزه نوبل فیزیک را به خاطر کشف آزادی مجانبی در نظریه نیروی هسته‌ای قوی دریافت کرد.
وی یکی از اساتید دانشگاه عبری اورشلیم است.